# Vergiate
Vergiate est une commune italienne de la province de Varèse dans la région Lombardie en Italie.

## Toponyme
Pourrait faire référence au nom latin Varellius avec le suffixe génitif -ate ou provenir du latin virectum : lieu herbeux.

## Administration
| Période                                  | Période  | Identité            | Étiquette | Qualité |
| ---------------------------------------- | -------- | ------------------- | --------- | ------- |
| 30/5/2006                                | En cours | Alessandro Maffioli |           | avocat  |
| Les données manquantes sont à compléter. |          |                     |           |         |

### Hameaux
Cimbro, Corgeno, Cuirone, Sesona, C.na Cajelli, C.na Nuova, M.o della Resica, M.o Colombera, C.na Ciabattino, M.o Valdorma, C.na Prada, C.na Pezzone, Monte Ferrera, C.na Torretta, Mirasole, Lazzaretto, C.na Fornace, C.na San Gallo, C.na Ronchetto, Villaggio del Fanciullo, C.na del Rosso, San Martino, Torre Daverio, Ponte Laveggio, Monte Bertone, Monte della Rovina, Monte Valli Rosse, la Valle, la Madonnina, C.na Boschetti, Monte Gennaio, C.na Stradazzi, C.na Campirolo, C.na Livello, C.na Porca, San Rocco, Monte Vermatte, Vigna del Frate, Monte Vigano, Monte San Giacomo, La Vigna, C.na delle Selve, Le Cascine